# Genesis (album Genesis)
Genesis – dwunasty album grupy Genesis wydany w październiku 1983 roku przez Charisma Records (zob. 1983 w muzyce). Zespół zdecydował się na ten tytuł, gdyż każdy z dziewięciu utworów na albumie muzycy napisali wspólnie. Okładka albumu przedstawia kształty Shape-O, zabawki dziecięcej wyprodukowanej przez Tupperware. Mike Rutherford wspominał, iż ten album jest jego ulubionym. 
Genesis stał się sukcesem komercyjnym, nim został wydany. Album osiągnął 1. miejsce w Wielkiej Brytanii i 9. w USA, gdzie sprzedał się w ponad 4 milionach kopii. Pięć singli z albumu zostało wydanych pomiędzy 1983, a 1984 z singlem "Mama" będącym najwyżej sklasyfikowanym utworem zespołu w tym czasie w Wielkiej Brytanii, osiągając 4. miejsce w ogólnym zestawieniu. W 2007, Genesis został ponownie wydany wraz z kompletem Genesis 1983-1998.
Określono go jako reprezentującego m.in. gatunki Art pop, Rock progresywny i Pop rock. 

## Utwory
| 1. | Mama (słowa: Phil Collins)                      | 6:46  |
|    |                                                 |       |
| 2. | That's All (słowa: Phil Collins)                | 4:23  |
|    |                                                 |       |
| 3. | Home by the Sea (słowa: Tony Banks)             | 5:07  |
|    |                                                 |       |
| 4. | Second Home by the Sea (słowa: Tony Banks)      | 6:21  |
|    |                                                 |       |
| 5. | Illegal Alien (słowa: Phil Collins)             | 5:14  |
|    |                                                 |       |
| 6. | Taking It All Too Hard (słowa: Mike Rutherford) | 3:56  |
|    |                                                 |       |
| 7. | Just a Job to Do (słowa: Mike Rutherford)       | 4:45  |
|    |                                                 |       |
| 8. | Silver Rainbow (słowa: Tony Banks)              | 4:28  |
|    |                                                 |       |
| 9. | It's Gonna Get Better (słowa: Phil Collins)     | 4:59  |
|    |                                                 |       |
|    |                                                 | 45:59 |
|    |                                                 |       |

## Twórcy
- Tony Banks – instrumenty klawiszowe,dalszy wokal
- Phil Collins – śpiew, perkusja, instrumenty perkusyjne
- Mike Rutherford – gitara basowa, gitara,dalszy wokal

## InterpretacjaMamy
Utwór "Mama" jest powszechnie interpretowany jako wyznanie miłości dziecka do matki. Phil Collins w wywiadzie z 1983 r. powiedział, że ich menadżer, gdy pierwszy raz usłyszał utwór, myślał, że dotyczy on aborcji, gdzie dziecko mówi do Mamy:
"'Proszę, daj mi szansę, czy nie czujesz mojego serca, nie odrzucaj mnie."
Wszystkie te słowa są w tekście utworu. Jednak w pierwotnym zamierzeniu utwór miał opowiadać o nastolatku, który zauroczył się poznaną przypadkiem prostytutką; pałał do niej wielkim uczuciem i nie potrafił zrozumieć, dlaczego zupełnie się dla niej nie liczy.